# Benet de Arabio-Torre Ruiz de Palacio
Benet Arabio-Torre Ruiz de Palacios (Haro, ca. 1839 - Barcelona, 13 d'abril de 1874)fou un polític català del segle xix.
Membre destacat del Partit Republicà Democràtic Federal, el 1868 fou escollit alcalde popular de Barcelona, però deixà el càrrec quan fou elegit diputat a Corts a les eleccions del 1871 pel districte de Gràcia, escó que revalidà a les eleccions de 1872 quan fou elegit diputat per Arenys de Mar. Fou president de la Diputació de Barcelona en substitució de Josep Anselm Clavé i Camps entre el novembre de 1872 i el maig de 1873, i durant el seu mandat va donar suport a la proclamació de l'Estat Català de 8 de març de 1873, i protestà davant Estanislau Figueras quan fou desconvocat. Fou substituït per Ildefons Cerdà i Sunyer quan fou escollit novament diputat a Corts a les eleccions generals espanyoles de 1873. Ocupà l'escó fins al 8 de gener de 1874.